# 国鉄タム2000形貨車
国鉄タム2000形貨車（こくてつタム2000がたかしゃ）は、かつて日本国有鉄道（国鉄）に在籍した私有貨車（タンク車）である。
本形式より改造され別形式となったタム22000形、及び本形式と同一の専用種別であるタ1150形についても本項目で解説する。

## タム2000形
タム2000形は、糖蜜専用の15t積タンク車として1950年（昭和25年）頃と1951年（昭和26年）12月26日にそれぞれ1両ずつが日本鋼管、運輸機材にて製造された。その後1957年（昭和32年）12月26日にタ1000形より1両（タ1030→タム2002）が汽車製造にて改造され本形式に編入された。種車となったタ1030は1948年（昭和23年）に戦災復旧車として製造されたものであった。
本形式の他に糖蜜を専用種別とする形式にはタ1150形（3両、後述）、タム22000形（1両、後述）、タキ1600形（初代、16両）、タキ3600形（13両）、タキ10900形（3両）、タキ12000形（3両）の6形式が存在した。
落成時の所有者は、旭交易（2両）、日本甜菜製糖（1両）の2社であり、それぞれの常備駅は、東海道本線貨物支線の新興駅、根室本線の十勝清水駅であった。
1952年（昭和27年）5月19日に旭交易所有車2両（タム2000, タム2001）が東京貿易へ、さらに1954年（昭和29年）8月28日には三菱商事へ名義変更された。
1968年（昭和43年）10月に1両（タム2002）がタム22000形（タム22002）へ改称された。（後述）
貨物列車の最高速度引き上げが行われた1968年（昭和43年）10月1日ダイヤ改正対応のため、軸ばね支持方式が二段リンク式に改造され、最高運転速度は65 km/hから75 km/hへ引き上げられた。
キセ（外板）なしドーム付きタンク車であり、荷役方式はマンホールによる上入れ、吐出管による下出し式である。
塗色は、黒であり、全長は7,300 mm - 7,800 mm、全高は3,227 mm、軸距は3,500 mm - 4,000 mm、実容積は11.0 m3、自重は9.0 t - 9.8 t、換算両数は積車2.6、空車1.0、車軸は12 t長軸であった。
1983年（昭和58年）2月26日に最後まで在籍した車1両（タム2001）が廃車になり、同時に形式消滅となった。

## タム22000形
タム22000形は糖蜜専用の15 t 積み私有貨車（タンク車）である。
当初タム2000形の軸ばね支持装置は一段リンク式であったが、貨物列車の最高速度引き上げが行われた1968年（昭和43年）10月1日ダイヤ改正対応のため、2両（タム2000,タム2001）は二段リンク式に改造したが、未改造の車が1両（タム2002）残り、区別のため別形式（タム22000形）とした。車番は現番号に「20000」を加えて「タム22002」となった。改造内容は標記類の書き換え以外何もなく、むしろ本形式の方が本来のタム2000形ともいえる。
所有者は日本甜菜製糖であり、十勝清水駅を常備駅として運用された。
塗色は、黒であり黄色（黄1号）の帯を巻いている。全長は6,800 mm、実容積は11.0 m3、自重は9.8 t、換算両数は積車2.6、空車1.0、最高運転速度は65 km/h、車軸は12 t 長軸であった。
1976年（昭和51年）6月4日に廃車となり、同時に形式消滅となった。

## タ1150形
1949年（昭和24年）7月28日にタ1100形3両（タ1100 - タ1102→タ1150 - タ1152）が改造され、形式名は新形式であるタ1150形とされた。
種車であるタ1100形は日本唯一の10 t積み牛乳専用車として1930年（昭和5年）9月12日に製造され、その後1944年（昭和19年）1月19日に車籍除外となっていた。落成時の所有者は大日本乳製品であり、帯広駅を常備駅として運用され、1939年（昭和14年）4月4日に明治製菓へ名義変更された。
タ1150形の所有者は日本甜菜製糖であり、帯広駅を常備駅として運用された。
塗色は当初は黒一色であったが、1968年（昭和43年）10月1日ダイヤ改正では高速化不適格車とされて速度指定65 km/hの「ロ」車となり、黄1号の帯を巻いた。全長は7,990 mm、全幅は2,432 mm、全高は3,445 mm、実容積は8.5 m3 - 8.7 m3、自重は8.5 t - 9.3 t、換算両数は積車1.4、空車0.8、車軸は12 t長軸であった。
1976年（昭和51年）6月4日に全車一斉に廃車となり、同時に形式消滅となった。